# 韩顺夫
韩顺夫（?—?），南宋軍事人物。
早年归附岳飞。绍兴二年（1132年）四月，韩顺夫攻破莫邪关，但在取胜之后，韩顺夫大为得意，喝酒享乐。曹成手下杨再兴突袭击韩部，韩顺夫不及出手，被砍掉了一只胳臂，亡于帐中。